# Dusona luctuosa
Dusona luctuosa är en stekelart som först beskrevs av Léon Abel Provancher 1875.  Dusona luctuosa ingår i släktet Dusona och familjen brokparasitsteklar. Inga underarter finns listade i Catalogue of Life.